# Economia do Haiti
No século XVIII, o Haiti, então chamado de Saint-Domingue, e governado pelos franceses, era a mais próspera colônia no Novo Mundo. Seu solo enormemente fértil produzia uma grande abundância de colheitas e atraiu milhares de colonizadores franceses.
Desde o período de colonização o Haiti possui uma economia primária. Produzia açúcar de excelente qualidade, que concorreu com o açúcar brasileiro no século XVII e junto com toda produção das Antilhas serviu para a desvalorização do açúcar brasileiro na Europa. Após vários regimes ditatoriais, hoje em dia seu principal produto de exportação ainda continua sendo o açúcar, além de outros produtos como banana, manga, milho, batata-doce, legumes, tubérculos e muito mais.
Atualmente sua economia encontra-se destroçada e em ruínas. O país permanece extremamente pobre, sendo o mais pobre da América e de todo Hemisfério Ocidental, tão miserável como Timor-Leste, Afeganistão, entre outros. 47,1% da população é analfabeta, a expectativa de vida é de apenas 51 anos.  